# اگوا بلانکا، اکوادور
اگوا بلانکا، اکوادور (به اسپانیایی: Agua Blanca, Ecuador) یک منطقهٔ مسکونی در اکوادور است که در استان مانابی واقع شده‌است.